# Jadi Mulya (Air Sugihan)
Jadi Mulya is een bestuurslaag in het regentschap Ogan Komering Ilir van de provincie Zuid-Sumatra, Indonesië. Jadi Mulya telt 1181 inwoners (volkstelling 2010).